# Dalstjärnen, Bohuslän
Dalstjärnen är en sjö i Strömstads kommun i Bohuslän och ingår i Strömsån-Enningdalsälvens kustområde. Sjöns area är 0,038 kvadratkilometer och den är belägen 40 meter över havet.